# Hanriot HD.1
Hanriot HD.1 byl francouzský stíhací dvojplošník z doby první světové války, který sloužil v italském a belgickém letectvu.

## Historie
René Hanriot se už před válkou zabýval stavbou letadel, ale jeho firma Société des monoplans Hanriot se v roce 1913 ocitla v konkurzu. Až v roce 1916 se Hanriot spojil s Pierrem Dupontem, aby spolu postavili nový letoun. V červnu 1916 vykonal HD.1 svůj první let.
Hanriot HD.1 byl malý obratný stíhací letoun, který se navzdory slabší výzbroji a nepříliš výkonnému motoru Le Rhône 9J stal jedním z nejrozšířenějších stíhačů první světové války.
Protože si francouzské letectvo vybralo konkurenční SPAD S.VII s výkonnějším motorem, odebírali veškerou produkci HD.1 spojenci. Italové si HD.1 vybrali jako náhradu za svůj tehdy standardní stíhací letoun Nieuport 17 a v licenci v továrnách Macchi vyrobili do konce roku 1918 celkem 831 strojů z 1700 původně objednaných (poslední z nich byly z italského letectva vyřazeny až v roce 1925). Belgie odebrala v roce 1917 z francouzské produkce 125 letounů. Menší množství HD.1 používalo také US Navy, tam např. v roce 1919 vzlétaly ze startovací rampy umístěné na palubě bitevní lodi USS Mississippi.[zdroj⁠?!] Po válce koupilo Švýcarsko z italských přebytků 16 kusů HD.1 a další putovaly do Jižní Ameriky (do Ekvádoru a Venezuely).
V několika zemích zůstal Hanriot HD.1 ve službě až do roku 1930 a patří tak k nejdéle sloužícím stíhacím strojům první světové války, i když se záhy (už s letouny SPAD S.VII) objevily výkonnější stroje.
Největším esem létajícím na HD.1 byl Belgičan Willy Coppens, který na něm docílil všech svých 37 sestřelů (3 letounů a 34 balonů). Dalšími významnými esy létajícími na HD.1 byli např. Italové Flavio Baracchini, jenž na něm dosáhl 13 ze svých 21 ověřených vítězství a Silvio Scaroni (celkem 26 vítězství).
Italské HD.1 byly nejvíce nasazované na alpské a benátské frontě, kde je rakouští letci ve svých hlášeních často zaměňovali za letouny Sopwith. Vyskytovaly se také nad bojišti v Makedonii a Albánii. K největším úspěchům italských Hanriotů patřil letecký souboj z 26. prosince 1917, kdy skupinka italských pilotů na strojích HD.1 sestřelila 11 německých průzkumných letounů bez jediné vlastní ztráty.

## Varianty
HD.1 byly na základě často kritizovaného nedostatečného výkonu motoru vybavovány i jinými motory. Tak vznikly verze s motory Le Rhône 9Jb o výkonu 120 k nebo s motory Le Rhône 9Jby o výkonu 130 k.
Mimo to byl jeden stroj osazen motorem Gnome Monosoupape o výkonu 150 k a další stroj byl pokusně vybaven motorem o výkonu 170 k.
Hanriot HD.7 vznikl postupným vývojem HD.1. Při testech v roce 1918 dosáhl rychlosti 214 km/h, ale s koncem války byl ukončen i jeho další vývoj.

## Dochované exempláře

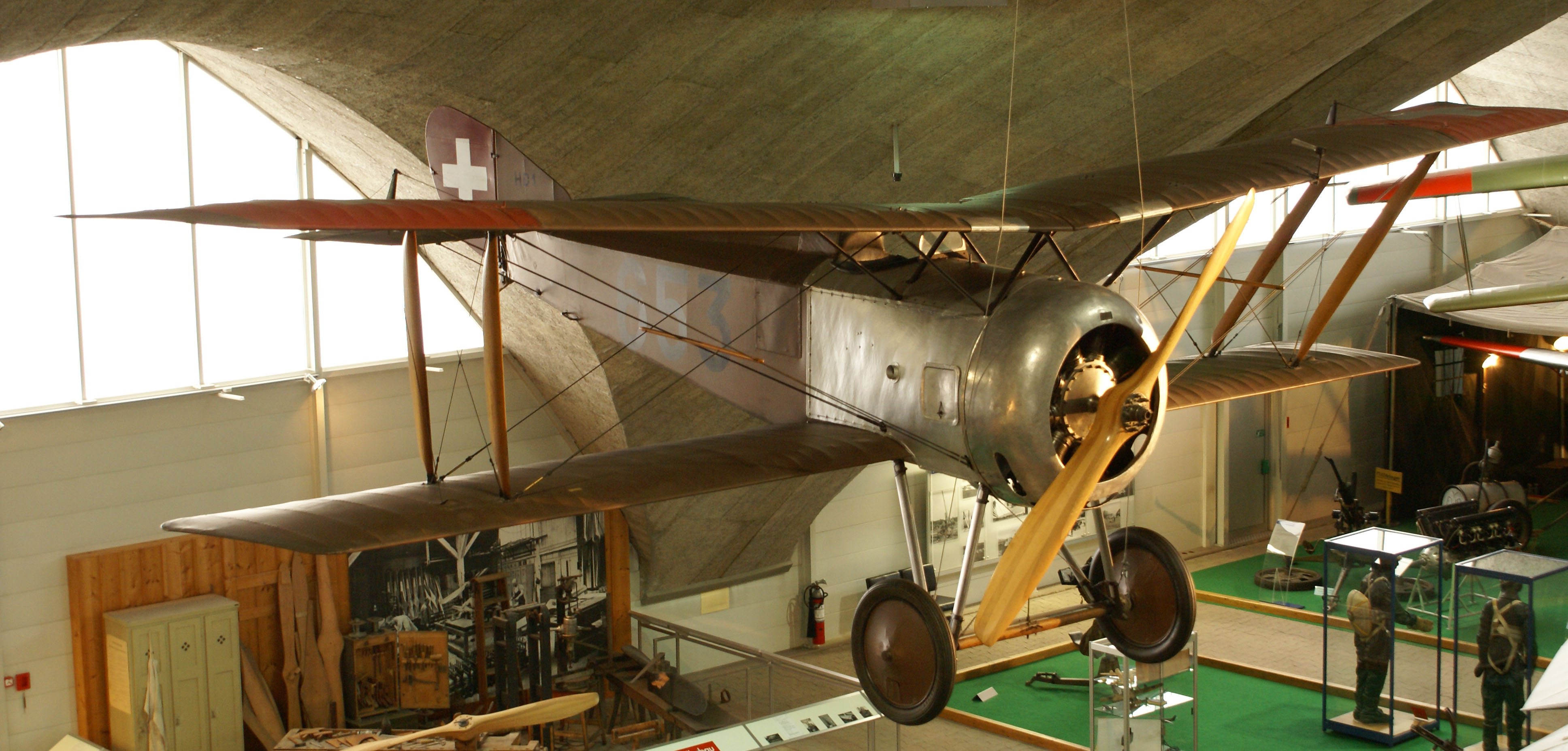
Hanriot HD.1 v muzeu ve švýcarském Dübbendorfu

- National Museum of Naval Aviation v Pensacole, USA
- Muzeum Švýcarského letectva v Dübbendorfu, Švýcarsko
- Vojenské muzeum v Bruselu, Belgie

## Specifikace (HD.1)

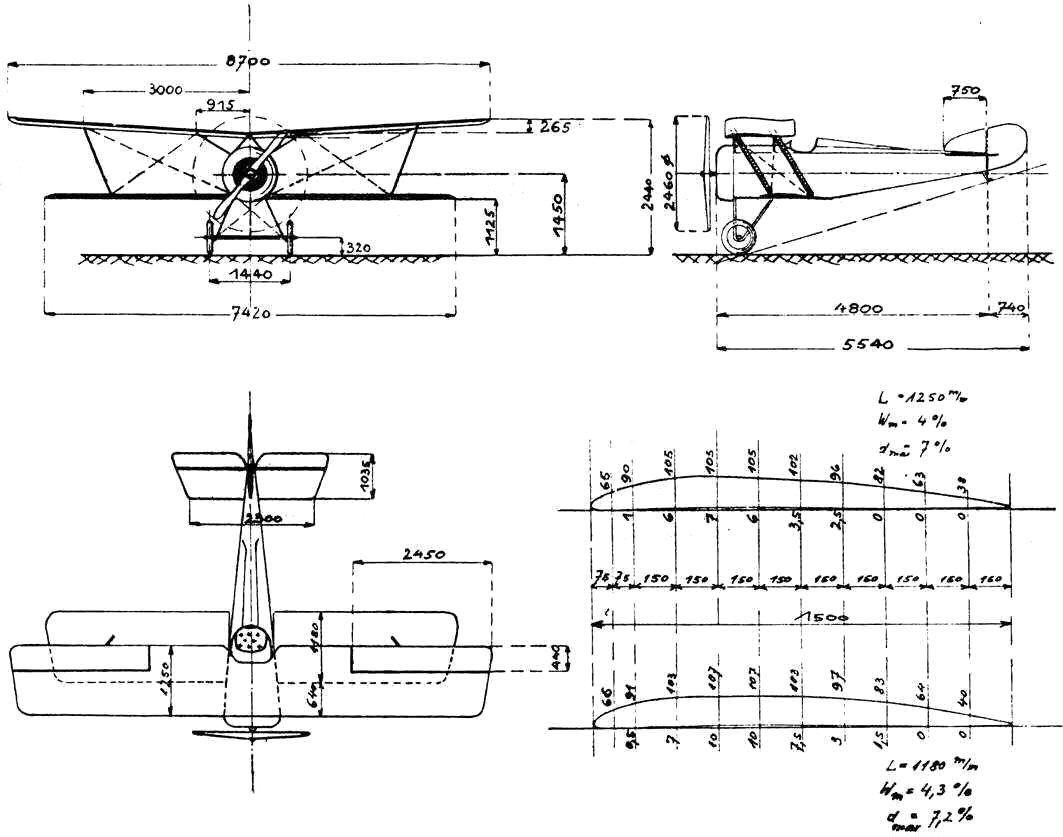
Třípohledový nákres

Údaje podle publikace French Aircraft of the First World War

### Technické údaje
- Osádka: 1 pilot
- Pohonná jednotka: rotační motor Le Rhône 9Jb
- Výkon motoru: 120 k (89,5 kW)
- Rozpětí: 8,70 m
- Délka: 5,85 m
- Výška: 2,94 m
- Nosná plocha: 18,2 m²
- Hmotnost prázdného stroje: 400 kg
- Vzletová hmotnost: 605 kg

### Výkony
- Maximální rychlost: 186 km/h v úrovni mořské hladiny
- Dostup: 6000 m
- Dolet: 360 km[7]
- Vytrvalost: 2 hod a 30 min
- Stoupavost: do 2000 m za 6 min a 3 sekundy, do 3000 m za 11 min a 3 sekundy

### Výzbroj
- 1 × synchronizovaný kulomet Vickers ráže 7,7 mm